# Thunder Kiss '65
«Thunder Kiss '65» es el primer y único sencillo oficial del álbum La Sexorcisto: Devil Music, Vol. 1 de White Zombie. La canción puede ser también encontrada en el álbum Past, Present & Future de Rob Zombie y en el álbum de grandes éxitos The Best of Rob Zombie.

## Música
Las muestras de audio "You're all shook up, aren't you baby?" y "I never try anything I just do it. Wanna try me?" fueron tomadas de la película de 1965 Faster, Pussycat! Kill! Kill!.

## Recepción
La canción fue lanzada como sencillo tres veces antes de llamar la atención de Mike Judge y su vídeo fue rotado en el programa de MTV, Beavis and Butt-Head en 1993.
La popularidad del sencillo hizo que White Zombie fuesen nominados a su primer Grammy en Mejor Interpretación de Metal un año después.
En mayo de 2006, el canal de televisión VH1 colocó a "Thunder Kiss '65" en la posición #32 en su lista de las 40 canciones más grandiosas del metal.

## Video musical
El apoyo que MTV le dio al video musical incrementó sumamente la popularidad de la banda (especialmente después de haber puesto el video en la serie animada Beavis and Butt-Head en el episodio "Yogurt's Cult").
El video fue dirigido por Juliet Cuming y muestra a la banda tocando la canción en alguna parte de un desierto con bailarinas Go-Go y "monstruos".
En el video aparece un personaje llevando la máscara del luchador mexicano Mano Negra.
Según Rob Zombie, es el video musical con más bajo presupuesto de la banda.

## Apariciones
"Thunder Kiss '65" aparece como pista jugable en un cover versionado para el videojuego Guitar Hero y con las pistas originales en el recopilatorio Guitar Hero: Smash Hits.
También aparece en el videojuego de 1995, Way of the Warrior, y en las películas Los ángeles de Charlie: Al límite, La novia de Chucky, Wild Hogs y Brainscan como remix y en el episodio "Sex & Violence" de la cuarta temporada de Supernatural durante la escena en club de estriptis

## Versiones
- La canción fue versionada por la banda de metal alternativo, Godsmack durante una interpretación en vivo.
- Fear Factory hizo una interpretación también.
- La banda Radio Cult interpretó la canción para el álbum Grooves from the Grave, lanzado en 2008.
- "Thunder Kiss '65" fue regrabada por Catch 22 para el álbum tributo a White Zombie, Super-Charger Hell en 2000.
- Un estilo de solo de guitarra similar puede ser escuchado en la canción "Truth" de Blood Stain Child de su álbum de 2005, Idolator.
- La banda de metal argentina A.N.I.M.A.L. ha versionado la canción en vivo en numerosas oportunidades.

## Integrantes
- Rob Zombie - voz
- Jay Noel Yuenger - guitarra
- Sean Yseult - bajo
- Ivan de Prume - batería

- Datos: Q5803592